# 몽타주 (노래)
〈몽타주〉(프랑스어: Montage)는 2012년 6월 18일에 발매한 국카스텐의 두 번째 싱글 음반이다. 2집 앨범에 수록될 곡으로 디지털 싱글로 선공개하였다.

## 설명
몽타주라는 곡은 러시아의 명감독 세르게이 아이젠슈타인의 영화 편집 기법에서 모티브를 얻었는데 A+B=C 라는 서로 다른 두 가지가 부딪혀 또 다른 하나를 만들어 낸다는 이론으로 “충돌에 의한 변화”라는 의미를 담고 있다.

## 수록곡
| #  | 제목                 | 작사   | 작곡     | 편곡     | 재생 시간 |
| -- | -------------------- | ------ | -------- | -------- | --------- |
| 1. | 〈Montage〉 (몽타주) | 하현우 | 국카스텐 | 국카스텐 | 3:40      |